# Gautier Langevin
Œuvres principales
- Far Out

Gautier Langevin, né le 27 septembre 1984 à Montréal, est scénariste et écrivain de science-fiction ainsi qu'un éditeur québécois de bande dessinée.

## Biographie
Bachelier en littératures de langue française de l’Université de Montréal, Gautier Langevin a créé en 2007, en compagnie d'Olivier Carpentier, l'organisme Front Froid, qui édite et fait la promotion de jeunes auteurs québécois de bandes dessinées associées aux littératures de l'imaginaire. 
De 2006 à 2012, il a contribué à plusieurs collectifs de nouvelles et de bandes dessinées, en plus de publier deux livres aux Éditions de Ta Mère, dont un sous le pseudonyme d'Orson Spencer. 
En 2010, il rejoint le Studio Lounak et fonde en 2013 la maison d'édition du même nom. Depuis la sortie de son premier tome en 2014, la série Far Out, qu'il écrit en compagnie d'Olivier Carpentier, a remporté un succès commercial et critique au sein des amateurs québécois de science-fiction.
Il fait par ailleurs partie de l'équipe de chroniqueurs du podcast Les Mystérieux étonnants.

## Œuvres

### Romans
- M.I.C.H.E.L.T.R.E.M.B.L.A.Y (Montréal, Éditions de Ta Mère, 2011)

### Nouvelles
- Sens uniques (Québec, Arion, 2006)
  - Sens uniques, nouvelle édition (Montréal, Éditions de Ta Mère, 2010)
- Laisser un message (Montréal, Biscuit Chinois, 2007)
- Une dernière larme (Québec, Solaris (magazine) 164, 2007)
- La Fêlure (Paris, Je me souviendrai, Boîte à bulle, 2012)
- Strictement confidentiel (Montréal, Revue Trip, 2012)
- Focus (Québec, Solaris (magazine) 221, 2022)

### Scénarios
- Bande dessinée
  - Ouvrir au diable, dessins d'Olivier Carpentier (Montréal, Contes et légendes du Québec, Glénat Québec, 2008)
  - Peine de mort, dessins d'Olivier Carpentier (Montréal, Le Front t.02, Front Froid, 2009)
  - Transit [.], dessins de Jérémie Mackenzie (Montréal, Le Front t.04, Front Froid, 2011)
  - Far Out t.1, dessins d'Olivier Carpentier (Montréal, Studio Lounak, 2014)
  - Les Feuilles mortes, dessins de Jeik Dion (Montréal, FIJM, 2014)
  - Far Out t.2, dessins d'Olivier Carpentier (Montréal, Studio Lounak, 2015)
  - Far Out t.3, dessins d'Olivier Carpentier (Montréal, Front Froid, 2020)
  - Far Out, l'intégrale, dessins d'Olivier Carpentier (Montréal, Front Froid, 2024)

## Prix littéraires (et principales nominations)
- 2008 : lauréat du concours de BD Hachette Canada pour Ouvrir au diable
- 2014 : finaliste au Bédéis Causa du meilleur premier album pour Far Out t.01
- 2014 : finaliste au Shuster Award du meilleur webcomic pour Far Out t.01
- 2021 : finaliste au Prix Boréal de la meilleure BD pour Far Out t.03